# Gregory Hjorth
Gregory Hjorth (Melbourne, 14 de junho de 1963 — Melbourne, 13 de janeiro de 2011) foi um matemático australiano. Especialista em lógica matemática, trabalhou com álgebra, teoria axiomática dos conjuntos e em especial com teoria descritiva de conjuntos.
Filho de um neurologista de Melbourne, Hjorth estudou matemática e filosofia e obteve um doutorado em 1993 na Universidade da Califórnia em Berkeley, orientado por William Hugh Woodin, com a tese The influence of {\displaystyle N_{2}}. Foi Professor do Instituto de Tecnologia da Califórnia (Caltech), da Universidade da Califórnia em Los Angeles (UCLA) e finalmente da Universidade de Melbourne.
Recebeu em 2003 o Prêmio Karp com Alexander Sotirios Kechris por seu trabalho sobre relação de equivalência de Borel, em especial as relações contáveis e aplicações na teoria da turbulência. Em 2010 apresentou a Tarski Lectures.
Em 1998 foi palestrante convidado (Invited Speaker) no Congresso Internacional de Matemáticos em Berlim (When is an equivalence relation classifiable?).
Seu trabalho em teoria descritiva dos conjuntos tem relações com a teoria ergódica, teoria de grupos e teoria das estruturas automáticas.
Hjorth foi um versado jogador de xadrez. Em 1983 foi Commonwealth Champion. A partir de 1984 foi Mestre Internacional de Xadrez.
Morreu em 13 de janeiro de 2011, vitimado por um infarto agudo do miocárdio.

## Obras
- com Alexander S. Kechris: Rigidity theorems for actions of product groups and countable Borel equivalence relations, Memoirs of the AMS, 2005
- Greg Hjorth (2010).  Matthew Foreman, Akihiro Kanamori, eds. Borel equivalence relations. Handbook of Set Theory. [S.l.]: Springer. ISBN 978-1-4020-4843-2. doi:10.1007/978-1-4020-5764-9